# Люди без крил (фільм, 1946)
«Люди без крил» (чеськ. Muži bez křídel) — чехословацька військова драма 1946 року поставлена режисером Франтішеком Чапом. Разом з іншими 11-ма стрічками фільм здобув Гран-прі 1-го Каннського кінофестивалю 1946 року.

## Сюжет
Друга світова війна. Після нападу на німецьких караульних посилилися нацистські репресії. Організована чехословацьким опором диверсія на авіаційному заводі призвела до розстрілів нацистськими окупантами. Робітник підприємства Петер Лом повинен зробити вибір: чи готовий він пожертвувати життям, щоб врятувати своїх колег…

## В ролях
| Густав Незвал           | ···· | Петер Лом, механік |
| Едуард Лінкерс          | ···· | Ульманн            |
| Іржина Петровицька      | ···· | Яна Томешева       |
| Павла Врбенска          | ···· | Марта              |
| Владімір Главатий       | ···· | Карас              |
| Алоїс Дворський         | ···· | Гуска, швець       |
| Ярослав Зротал          | ···· | Павлік             |
| Ладіслав Герберт Струна | ···· | Буреш              |
| Фердинанд Ярковський    | ···· | Сохор              |

## Визнання
| Нагороди та номінації фільму «Люди без крил» | Нагороди та номінації фільму «Люди без крил» | Нагороди та номінації фільму «Люди без крил» | Нагороди та номінації фільму «Люди без крил» | Нагороди та номінації фільму «Люди без крил» | Нагороди та номінації фільму «Люди без крил» |
| Рік                                          | Кінофестиваль/кінопремія                     | Категорія/нагорода                           | Номінант                                     | Результат                                    |                                              |
| -------------------------------------------- | -------------------------------------------- | -------------------------------------------- | -------------------------------------------- | -------------------------------------------- | -------------------------------------------- |
| 1946                                         | 1-й Каннський міжнародний кінофестиваль      | Гран-прі                                     | Люди без крил                                | Перемога                                     |                                              |